# Prințul Petru de Saxa-Coburg-Kohary
Peter August Ludwig Maria Michael Gabriel Raphael Gonzaga (19 martie 1866 – 6 iulie 1934), cunoscut în Brazilia ca Dom Pedro Augusto, a fost prinț al Casei de Saxa-Coburg și Gotha și prinț al Imperiului Braziliei.

## Biografie

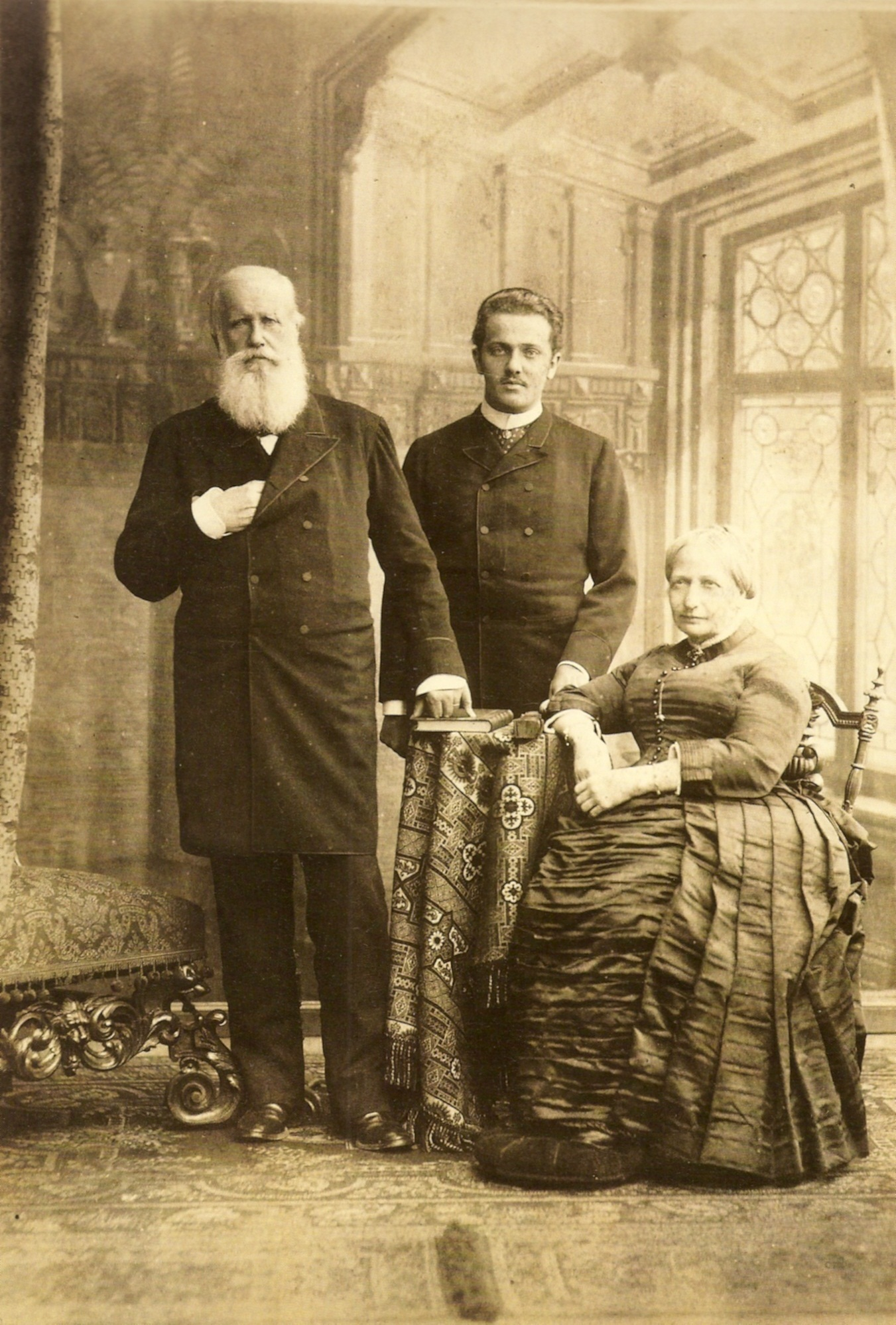
Prințul Petru Auguste înconjurat de bunicii materni, împăratul Petru al II-lea și împărăteasa Teresa a Braziliei.

Prințul Petru a fost primul din cei patru fii născuți în Germania ai Prințului Ludwig August de Saxa-Coburg-Kohary (1845-1907) și ai Prințesei Leopoldina a Braziliei (1847-1871).
Prin mama sa, prințul a fost nepotul împăratului Petru al II-lea al Braziliei (1825-1891) iar prin tatăl său a fost nepot al Prințului August de Saxa-Coburg și Gotha (1818-1881) și al Clementinei de Orléans (1817-1907).
În 1871, după decesul mamei sale, Prințesa Leopoldine, micul Petru Auguste în vârstă de cinci ani a trebuit să-și părăsească tatăl, Auguste de Saxa-Cobourg-Kohary, care a ales să trăiască în Europa, și s-a instalat la bunicii materni din Rio de Janeiro. Fiind cel mai mare dintre nepoții împăratului Pedro al II-lea al Braziliei, Prințul Petru Auguste a fost moștenitor al tronului brazilian timp de zece ani.
Petru Auguste a primit o educație extrem de atentă, care era menită să-l pregătească pentru viitorul rol de împărat. În 1875, mătușa sa, prințesa imperială Isabel, a născut un fiu, Prințul Pedro d'Orléans-Braganza iar Petru și-a pierdut statutul de moștenitor prezumptiv.
Adolescent fiind, prințul și-a însoțit în mod repetat bunicii în călătoriile lor, în Brazilia și în străinătate. A publicat ulterior, mai multe articole dedicate mineralogiei și a demonstrat că bunicul său Petru al II-lea avea o capacitate reală pentru știință. Niciodată nu a fost apropiat de mătușa sa și de familia acesteia; adolescentul a devenit din ce în ce mai conspirator în anii 1880 sperând ca bunicul său să îndepărteze de la succesiune familia Orléans-Braganza.
În 1889 a avut loc o lovitură de stat republicană care a răsturnat regimul imperial, lucru care l-a forțat pe Petru Auguste să plece în exil împreună cu familia în Europa.
Rămas celibatar, Petru Auguste a fost moștenit de nepotul său, Prințul Rainier de Saxa-Coburg-Kohary (1900-1945), fiul fratelui său mai mic, Prințul August Leopold de Saxa-Coburg-Kohary.